# Moisés Velasco
Moisés Velasco (* 19. Oktober 1989 in Tijuana, Baja California) ist ein mexikanischer Fußballspieler, der vorwiegend im Mittelfeld agiert.

## Laufbahn
Velasco spielte erstmals in der Saison 2006/07 für die erste Mannschaft des Deportivo Toluca FC, für die er sein Debüt in der höchsten mexikanischen Liga in einem am 14. Oktober 2006 ausgetragenen Auswärtsspiel beim Club Atlante (2:2) gab. Mit den Diablos Rojos gewann er sowohl in der Apertura 2008 als auch im Bicentenario 2010 den Meistertitel.
Anschließend wechselte Velasco für zwei Jahre zum San Luis FC, bei dem er sich erstmals zum Stammspieler entwickelte. Nach kurzfristigen Stationen beim Chiapas FC, Puebla FC und Querétaro FC stieß Velasco im Sommer 2014 zum Hauptstadtverein Club América, mit dem er gleich in seiner ersten Halbsaison, der Apertura 2014, einen weiteren Meistertitel sowie am Ende derselben Saison 2014/15 die CONCACAF Champions League gewann.

## Erfolge
- Mexikanischer Meister: Apertura 2008, Bicentenario 2010, Apertura 2014
- CONCACAF Champions League: 2014/15